# Cradle of Genius
Cradle of Genius (deutsch Wiege der Genies) ist ein irischer Dokumentar-Kurzfilm von Paul Rotha aus dem Jahr 1961, mit dem die Produzenten Tom Hayes und Jim O’Connor für einen Oscar nominiert waren.

## Inhalt

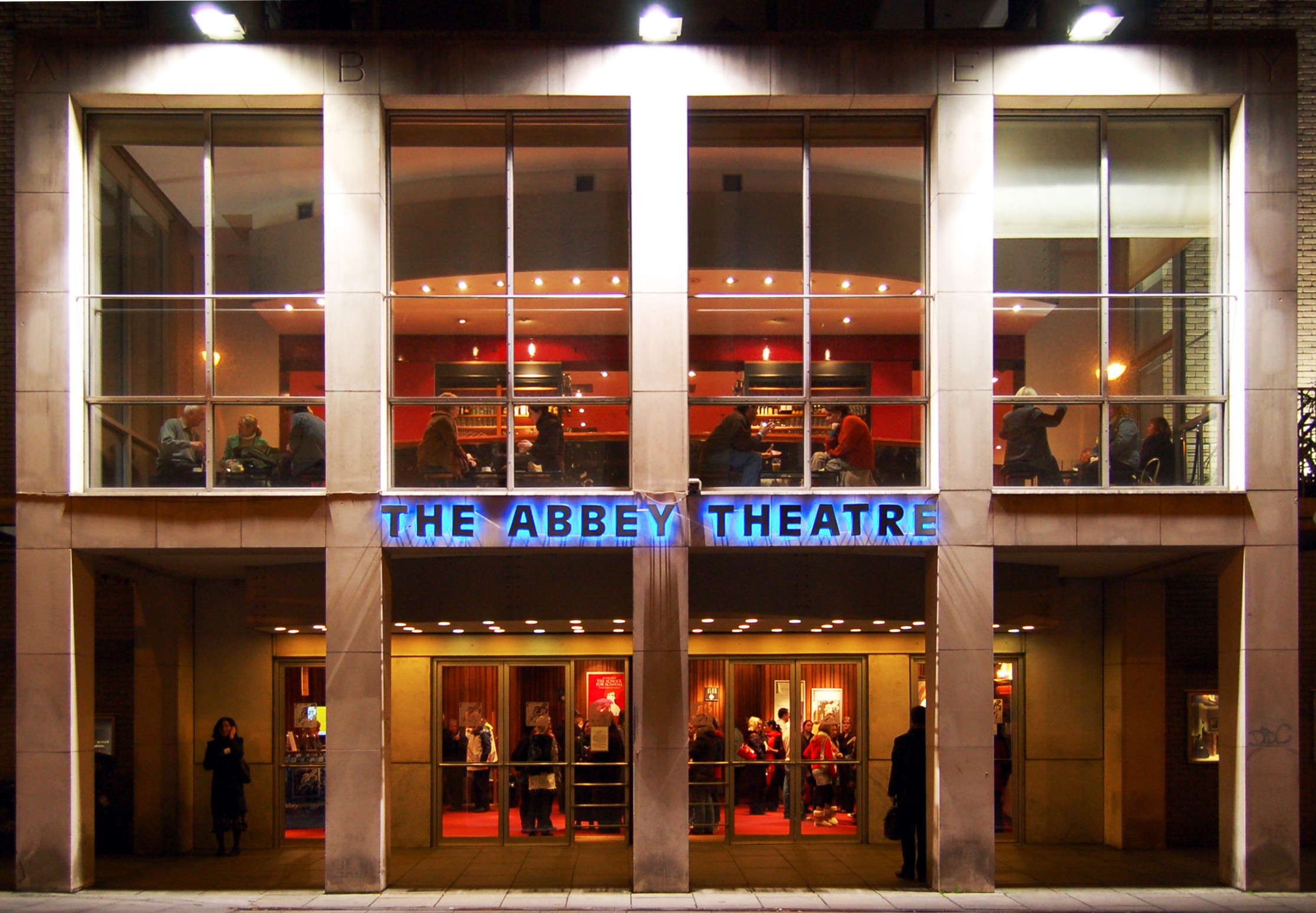
Das Abbey Theatre 2006

In einem kurzen Abriss wird die Geschichte des Abbey Theatre, des irischen Nationaltheaters in Dublin in Irland, nachvollzogen. Das Theater wurde 1904 gegründet, um dazu beizutragen, Werke irischer Autoren und irischer Thematik zu zeigen. Zudem sollte es zur kulturellen Identität Irlands beitragen. Das Theater, das von der irischen Regierung unterstützt wird, ist das erste staatlich subventionierte Theater der englischsprachigen Welt. 1951 brannte es fast bis auf die Grundmauern ab. Im Februar 1961 wurde die Ruine des Abbeys abgetragen und der Wiederaufbau unter Leitung des irischen Architekten Michael Scott in Angriff genommen.
In den Anfangsjahren war das Theater eng mit den Schriftstellern irischer Literatur verbunden und trug dazu bei, dass der irische Tourismus zunahm. Es wurden Stücke von John Millington Synge, George William Russell und Seán O’Casey gespielt, um nur einige zu nennen.

## Produktion, Veröffentlichung
Der Film wurde produziert von Lesser Films und Plough Productions. Der irische Vertrieb wurde von The Rank Organisation übernommen. Die Dreharbeiten fanden in erster Linie in den Ruinen der ausgebrannten alten Abtei des Abbey Theatre statt.
Veröffentlicht wurde Cradle of Genius am 25. September 1961 in New York City.

## Auszeichnung
Oscarverleihung 1962
- Nominierung in der Kategorie „Bester Dokumentar-Kurzfilm“ für Tomy Hayes und Jim O’Connor und den Film Cradle of Genius